# İsmail Hakkı Bey
İsmail Hakkı Bey, né le 1er janvier 1865 à Constantinople et mort le 30 décembre 1927 dans la même ville, est un professeur de musique, compositeur et musicien turc de l'Empire ottoman et de la Turquie,,,,,.